# بوزون سلمي
سكالار بوزون هو بوزوناللف المغزلي له  يكون مساويا للصفر البوزونات  لها قيمة صحيحة من اللفات المغزلية  السكالار تعدل هذه القيمة لتكون صفراو سم سكالار بوزون انبثق مننظرية الحقل الكمومي و هي تشير إلى تحويلات الخاصة تحت تحويلات لورنتز